# Rhodiola coccinea
Rhodiola coccinea är en fetbladsväxtart. Rhodiola coccinea ingår i släktet rosenrötter, och familjen fetbladsväxter.

## Underarter
Arten delas in i följande underarter:
- R. c. coccinea
- R. c. scabrida